# Боксайт (Арканзас)
Боксайт (англ. Bauxite, Arkansas) — город, расположенный в округе Салин (штат Арканзас, США) с населением в 432 человека по статистическим данным переписи 2000 года. Город назван в честь алюминиевой руды — боксита, которая была найдена в этом районе в большом количестве.
В Боксайте выросла Сьюзан Данн, обладательница премии Грэмми.

## География
По данным Бюро переписи населения США город Боксайт имеет общую площадь в 6,47 квадратных километров, из которых 6,22 кв. километров занимает земля и 0,26 кв. километров — вода. Площадь водных ресурсов округа составляет 4,02 % от всей его площади.
Город Боксайт расположен на высоте 105 метров над уровнем моря.

## Демография
По данным переписи населения 2000 года в Боксайте проживало 432 человека, 127 семей, насчитывалось 161 домашнее хозяйство и 171 жилой дом. Средняя плотность населения составляла около 68,6 человека на один квадратный километр. Расовый состав Боксайта по данным переписи распределился следующим образом: 97,45 % белых, 0,69 % — коренных американцев, 0,23 % — азиатов, 1,62 % — представителей смешанных рас.
Испаноговорящие составили 2,31 % от всех жителей города.
Из 161 домашних хозяйств в 37,3 % — воспитывали детей в возрасте до 18 лет, 62,1 % представляли собой совместно проживающие супружеские пары, в 14,3 % семей женщины проживали без мужей, 20,5 % не имели семей. 17,4 % от общего числа семей на момент переписи жили самостоятельно, при этом 10,6 % составили одинокие пожилые люди в возрасте 65 лет и старше. Средний размер домашнего хозяйства составил 2,68 человек, а средний размер семьи — 3,05 человек.
Население города по возрастному диапазону по данным переписи 2000 года распределилось следующим образом: 25,9 % — жители младше 18 лет, 7,6 % — между 18 и 24 годами, 29,2 % — от 25 до 44 лет, 24,8 % — от 45 до 64 лет и 12,5 % — в возрасте 65 лет и старше. Средний возраст жителей составил 37 лет. На каждые 100 женщин в Боксайте приходилось 94,6 мужчин, при этом на каждые сто женщин 18 лет и старше приходилось 92,8 мужчин также старше 18 лет.
Средний доход на одно домашнее хозяйство в городе составил 35 347 долларов США, а средний доход на одну семью — 37 153 доллара. При этом мужчины имели средний доход в 28 500 долларов США в год против 24 167 долларов среднегодового дохода у женщин. Доход на душу населения в городе составил 14 406 долларов в год. 8,5 % от всего числа семей в округе и 11,0 % от всей численности населения находилось на момент переписи населения за чертой бедности, при этом 15,4 % из них были моложе 18 лет и 11,3 % — в возрасте 65 лет и старше.